# Zsigmondy-tétel
A matematika, azon belül a számelmélet területén a Karl Zsigmondyról vagy Zsigmondy Károlyról elnevezett Zsigmondy-tétel azt állítja, hogy ha a > b > 0 relatív prím egész számok, akkor bármely n ≥ 1 számhoz tartozik olyan p prímszám (itt: primitív prímosztó), ami osztója az an − bn számnak, de nem osztója az ak − bk-nek egyetlen pozitív egész k < n értékre sem, a következő kivételektől eltekintve:
- n = 1, a − b = 1; ekkor an − bn = 1, aminek nincsenek prímosztói.
- n = 2, a + b kettőhatvány; ilyenkor bármilyen páratlan prímtényező, ami szerepel a² - b² = (a + b)(a1 - b1)-ben szükségképpen az a1 - b1-ben szerepel, ami szintén páros
- n = 6, a = 2, b = 1; ebben az esetben a6 − b6 = 63 = 3²7 = (a2 − b2)2(a3 − b3)

Ez az eredmény Bang tételének általánosítása, amely szerint ha n > 1 és n nem egyenlő 6-tal, akkor 2n − 1 rendelkezik olyan prímosztóval, amely nem osztója 2k − 1-nek egyetlen k < n számra sem.
Hasonlóan, an + bn-nek legalább egy primitív prímosztója van az 23 + 13 = 9 eset kivételével.
Zsigmondy tétele gyakran jól jön, különösen a csoportelméletben, ahol annak bizonyítására használják, hogy különböző csoportoknak eltér a rendjük, kivéve amikor ismert róluk, hogy megegyezik.

## Története
A tételt Zsigmondy ismerte fel, mialatt Bécsben tartózkodott 1894 és 1925 között.

## Általánosításai
Legyen {\displaystyle (a_{n})_{n\geq 1}} pozitív egész számokból álló sorozat.
A sorozathoz tartozó Zsigmondy-halmaz a következő:
{\displaystyle {\mathcal {Z}}(a_{n})=\{n\geq 1:a_{n}{\text{ nem rendelkezik primitív prímosztóval}}\}.}
tehát azon {\displaystyle n} indexek halmaza, melyekre bármely {\displaystyle a_{n}}-t osztó prímszám valamely {\displaystyle a_{m}}-nek is osztója, ahol {\displaystyle m<n}. A Zsigmondy-tételből tehát következik, hogy {\displaystyle {\mathcal {Z}}(a^{n}-b^{n})\subset \{1,2,6\}}, a Carmichael-tétel szerint a Fibonacci-sorozat Zsigmondy-halmaza  {\displaystyle \{1,2,6,12\}}, míg a Pell-sorozaté {\displaystyle \{1\}}. 2001-ben Bilu, Hanrot és
Voutier
bebizonyították, hogy általánosságban, ha {\displaystyle (a_{n})_{n\geq 1}} egy Lucas-sorozat vagy Lehmer-sorozat, akkor {\displaystyle {\mathcal {Z}}(a_{n})\subseteq \{1\leq n\leq 30\}}.
A Lucas- és Lehmer-sorozatok az oszthatósági sorozatok speciális esetei.
Szintén ismert, hogy ha {\displaystyle (W_{n})_{n\geq 1}} egy elliptikus oszthatósági sorozat, akkor a hozzá tartozó {\displaystyle {\mathcal {Z}}(W_{n})} Zsigmondy-halmaz véges. Ez az eredmény nem túl hatásos abban az értelemben, hogy a bizonyítás nem ad felső korlátot {\displaystyle {\mathcal {Z}}(W_{n})} legnagyobb elemére nézve, lehetséges viszont hatásos felső korlátot adni {\displaystyle {\mathcal {Z}}(W_{n})} elemszámára.